# Phayu (huyện)
Phayu (tiếng Thái: พยุห์) là một huyện (amphoe) ở miền trung của tỉnh Sisaket, đông bắc Thái Lan.

## Lịch sử
Tiểu huyện (king amphoe) đã được lập ngày 30 tháng 4 năm 1994, khi năm tambon được tách ra từ Mueang Sisaket. Ngày 11 tháng 10 năm 1997 đơn vị này được nâng cấp thành huyện.

## Địa lý
Các huyện giáp ranh (từ phía bắc theo chiều kim đồng hồ) là: Mueang Sisaket, Nam Kliang, Si Rattana, Phrai Bueng và Wang Hin.

## Hành chính
Huyện này được chia thành 5 phó huyện (tambon), các đơn vị này lại được chia ra thành 65 làng (muban). Phayu là một thị trấn (thesaban tambon) nằm trên một phần của the tambon Phayu. Có 5 Tổ chức hành chính tambon.
| STT. | Tên         | Tên Thái | Số làng | Dân số |  |
| ---- | ----------- | -------- | ------- | ------ |  |
| 1.   | Phayu       | พยุห์      | 12      | 9.002  |  |
| 2.   | Phrom Sawat | พรหมสวัสดิ์ | 20      | 9.457  |  |
| 3.   | Tamyae      | ตำแย     | 15      | 7.718  |  |
| 4.   | Non Phek    | โนนเพ็ก   | 11      | 6.109  |  |
| 5.   | Nong Kha    | หนองค้า   | 7       | 4.039  |  |